# Metschnikowia tuberculata
Metschnikowia tuberculata är en svampdjursart som beskrevs av Johann Friedrich Carl Grimm 1877. Metschnikowia tuberculata ingår i släktet Metschnikowia och familjen Metschnikowiidae. Inga underarter finns listade i Catalogue of Life.